# Домброва (Мисліборський повіт)
Домброва (пол. Dąbrowa, нім. Eichwerder) — село в Польщі, у гміні Мислібуж Мисліборського повіту Західнопоморського воєводства.
Населення — 155 осіб (2011).
У 1975-1998 роках село належало до Гожовського воєводства.

## Демографія
Демографічна структура станом на 31 березня 2011 року:
|          | Загалом | Допрацездатний вік | Працездатний вік | Постпрацездатний вік |
| -------- | ------- | ------------------ | ---------------- | -------------------- |
| Чоловіки | 74      | 19                 | 48               | 7                    |
| Жінки    | 81      | 20                 | 44               | 17                   |
| Разом    | 155     | 39                 | 92               | 24                   |